# Андреево-Мелентьево
Андреево-Мелентьево — село в Неклиновском районе Ростовской области.
Административный центр Андреево-Мелентьевского сельского поселения.

## География

### Улицы
| - ул. Береговая - ул. Магистральная - ул. Молодёжная - ул. Набережная | - ул. Новостроек - ул. Октябрьская - ул. Победы - пер. Первомайский |

## История
Село Андреево-Мелентьево — в 2-х верстах к югу от посёлка Сухо-Сарматского на правом берегу Миуса при впадении его в лиман — был вначале хутором казачки П. Васильевой. В исторических документах хутор упоминается с 1752 года. Васильева в 1764 году продала хутор казаку Я. Мелентьеву. В 1820 году хутор принадлежал полковнику Андрею Фёдоровичу Мелентьеву. В списках 1859 года хутор был назван посёлком Мелентьево-Андреевским, а населения было 484 человека на 61 двор.

## Население
| 2010 |
| ---- |
| 683  |

## Достопримечательности
- Церковь Марии Магдалины